# Lodowiec Szelfowy Fimbul
     Lodowiec Szelfowy Rossa
     Lodowiec Szelfowy Ronne i Lodowiec Szelfowy Filchnera
     Lodowiec Szelfowy Amery’ego
     Larsen C
     Lodowiec Szelfowy Riiser-Larsena
     Lodowiec Szelfowy Fimbul
     Lodowiec Szelfowy Shackletona
     Lodowiec Szelfowy Jerzego VI
     Zachodni Lodowiec Szelfowy
     Lodowiec Szelfowy Wilkinsa
     Lodowiec Szelfowy Abbota
     Lodowiec Szelfowy Getza

Główne lodowce szelfowe Antarktydy (2008):
Lodowiec Szelfowy Rossa
Lodowiec Szelfowy Ronne i Lodowiec Szelfowy Filchnera
Lodowiec Szelfowy Amery’ego
Larsen C
Lodowiec Szelfowy Riiser-Larsena
Lodowiec Szelfowy Fimbul
Lodowiec Szelfowy Shackletona
Lodowiec Szelfowy Jerzego VI
Zachodni Lodowiec Szelfowy
Lodowiec Szelfowy Wilkinsa
Lodowiec Szelfowy Abbota
Lodowiec Szelfowy Getza

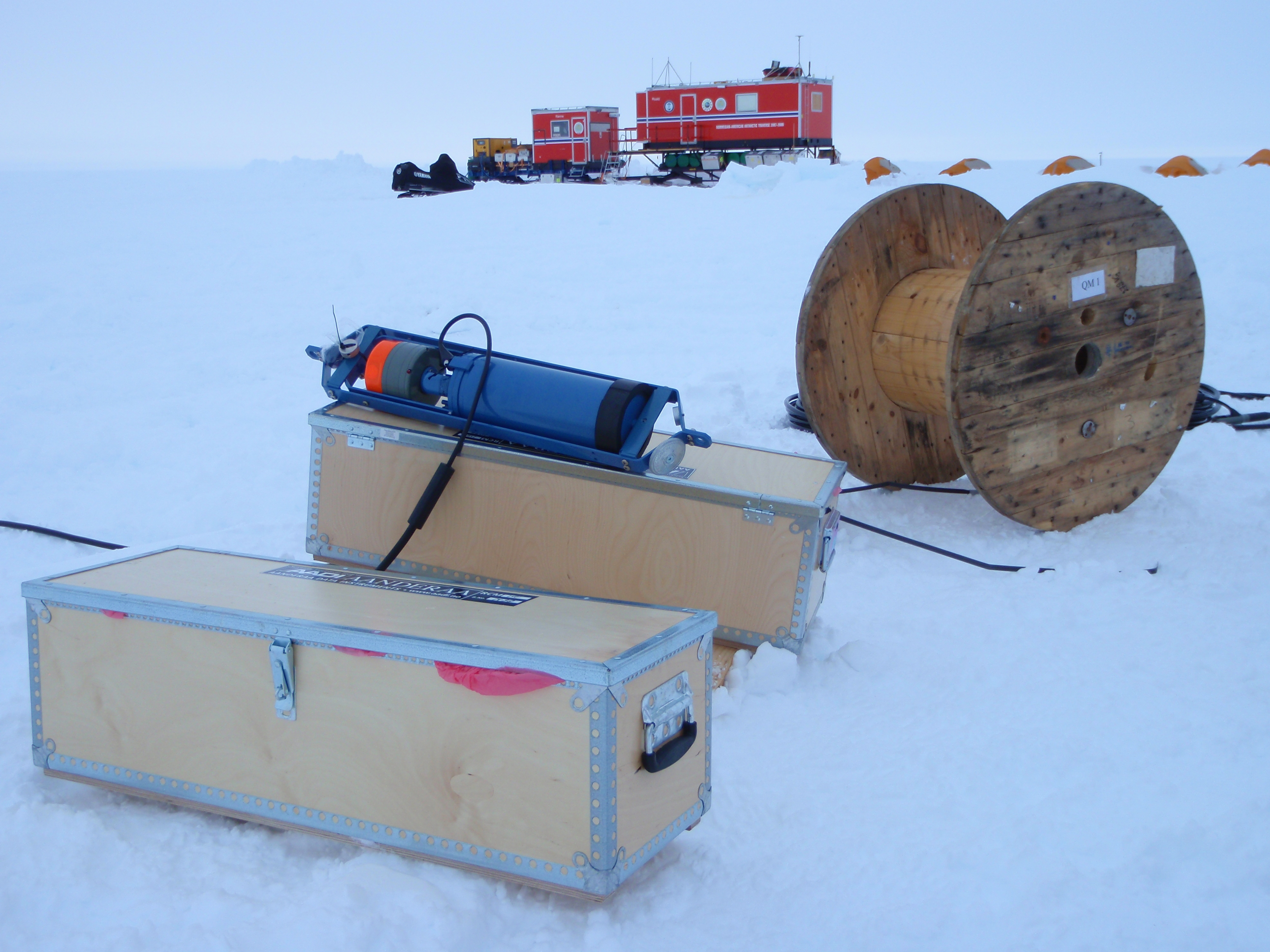
Norweski sprzęt pomiarowy na powierzchni lodowca

Lodowiec Szelfowy Fimbul (norw. Fimbulisen) – duży lodowiec szelfowy u wybrzeża Ziemi Królowej Maud na Antarktydzie. Jego powierzchnia to 41 060 km², czyli jest nieznacznie mniejsza od powierzchni Szwajcarii. Roszczenia terytorialne do terytorium obejmującego ten lodowiec zgłasza Norwegia.
Przylega do Wybrzeża Księżniczki Marty i Wybrzeża Księżniczki Astrid. Norweska nazwa Fimbulisen oznacza „wielki lód”. Jest on zasilany przez Lodowiec Jutulstraumen. Został sfotografowany z powietrza przez niemiecką wyprawę z lat 1938-39, jego pierwsze mapy sporządzili norwescy kartografowie. Dawniej znajdowały się na nim trzy południowoafrykańskie stacje SANAE, które jednak niszczył osiadający śnieg; obecnie czwarta stacja SANAE IV stoi daleko na południe, na stałym lądzie.